# Gepiș, Bihor
Gepiș este un sat în comuna Lăzăreni din județul Bihor, Crișana, România.
Se află în partea de sud-est a județului.

## Așezare
Satul Gepiș se află într-o zonă deluroasă, la contactul dintre Munții Pădurea Craiului și Câmpia de Vest, la aproximativ 30 km sud-est de Oradea și 10 km de centrul comunei, Lăzăreni. Este accesibil pe drumuri comunale și județene, iar apropierea de DN76 favorizează legătura cu centrele urbane din zonă.

## Istorie
Primele atestări documentare ale satului datează din secolele XVII–XVIII, însă zona era populată și anterior, după cum o demonstrează descoperirile arheologice din comunele învecinate. Satul a făcut parte din voievodatul local din Crișana și, ulterior, din comitatul Bihor al Regatului Ungariei, trecând la România după 1918.

## Demografie
Conform recensământului din 2011, satul Gepiș avea o populație de aproximativ 300 de locuitori. Comunitatea este una mixtă, cu o majoritate românească și o minoritate semnificativă de romi. Se remarcă un grad relativ ridicat de natalitate față de media comunală, iar tinerii contribuie la păstrarea tradițiilor locale.

## Economie
Economia satului este preponderent agricolă, bazată pe creșterea animalelor, pomicultură și legumicultură. De asemenea, locuitorii practică meșteșuguri tradiționale și muncă sezonieră în orașele din apropiere sau în străinătate. În ultimii ani, s-au derulat proiecte de modernizare rurală prin fonduri europene, inclusiv îmbunătățirea infrastructurii de drumuri și alimentare cu apă.

## Cultură și religie
Majoritatea locuitorilor sunt de confesiune ortodoxă, iar satul are o biserică de lemn construită la începutul secolului XX, ce funcționează și astăzi. Obiceiurile tradiționale – colindatul, nedeile, claca – sunt încă păstrate, în special de către comunitatea romă care îmbină elemente folclorice locale cu tradiții proprii.

## Educație și infrastructură
Satul are o școală primară și o grădiniță, ambele funcționând în regim combinat. Copiii de gimnaziu și liceu merg în satele învecinate sau în Oradea. Rețeaua electrică este funcțională, iar alimentarea cu apă a fost modernizată începând cu anul 2020 printr-un proiect european derulat de comuna Lăzăreni.